# Henri af Orléans (1822-1897)
Henri af Orléans, hertug af Aumale (født 16. januar 1822 på Palais-Royal, 1. arrondissement i Paris, død 7. maj 1897 i Giardinello, ved Palermo på Sicilien var en fransk prins. Han var den femte søn af kong Ludvig-Filip af Frankrig. 

## Forfædre
Hertug Henri af Aumale var bror til bl.a. Louise af Orléans (gift med Leopold 1. af Belgien og mor til Leopold 2. af Belgien) og Clémentine af Orléans (mor til Ferdinand 1. af Bulgarien)
Hertug Henri af Aumale var søn af kong Ludvig-Filip af Frankrig, sønnesøn af hertug Ludvig Filip af Orléans (Philippe Égalité) samt dattersøn af Ferdinand 1. af Begge Sicilier og Maria Karolina af Østrig.
Han var oldesøn af Ludvig Filip 1. af Orléans, Karl 3. af Spanien, den tysk-romerske kejser Frans 1. Stefan og kejserinde Maria Theresia af Østrig.

## Familie
Hertug Henri af Aumale var gift med Marie-Caroline af Bourbon-Begge Sicilier (1822–1869). Hun var datter af Maria Clementina af Østrig (1798-1881).
De fik syv børn, men ingen af børnene overlevede deres far:
- Louis af Orléans, fyrste af Condé (1845-1866).
- Henri, hertug af Guise (september – oktober 1847)
- en datter (1849-1849)
- François Paul, hertug af Guise (januar–april 1852)
- François Louis Philippe Marie, hertug af Guise (født 5. januar 1854 i Twickenham, Richmond upon Thames ved London–død 25. juli 1872 i Paris)
- en søn (født og død 15. juni 1861)
- en søn (født og død juni 1864)

## Poster
Hertug Henri af Aumale havde forskellige militære og civile poster. Han var guvernør i Algeriet i 1847–1848. Derefter var han i eksil i England sammen med resten af kongefamilien. 
I 1871 blev han medlem af det Franske Akademi og senere også af det belgiske akademi. Han blev også valgt til deputertkammeret i 1871.
Efter Napoleon 3. af Frankrigs fald blev Henri af Aumale genoptaget i den franske hær. Efterhånden strammede den tredje franske republik kursen overfor de tidligere regerende familier. Henri af Aumale protestrede, men han mistede alligevel sine poster og måtte drage i eksil igen.
I 1862-1863 havde Henri af Aumale været en af flere kandidater til den græske trone, men posten kom til at gå til prins Vilhelm af Danmark (Georg 1. af Grækenland).